# Rachele Risaliti
Pour les articles homonymes, voir Risaliti.
Rachele Risaliti, née le 1er février 1995 à Prato, est une personnalité italienne qui exerce la profession de mannequin. Elle a été élue Miss Toscana en 2016, puis Miss Italie 2016.

## Biographie
Originaire de Prato, en Toscane, elle naît en 1995.
Diplômée du lycée scientifique, Rachele a pratiqué pendant onze ans la gymnastique rythmique, la danse et la gymnaestrada, discipline dans laquelle elle a remporté avec son équipe, l'Etruria, le Championnat d'Europe de Gymnaestrada à Helsingborg, en Suède, en 2014.
Le 10 septembre 2016, Rachele Risaliti est élue 77e Miss Italie.